# Nelson Giants
Los Nelson Giants, conocidos por motivos de patrocinio como NBS Nelson Giants, es un equipo de baloncesto neozelandés que compite en la NBL, la primera división del país. Fundado en 1982, tiene su sede en la ciudad de Nelson. Disputa sus partidos en el Trafalgar Centre, con capacidad para 2460 espectadores.

## Historia
Los Nelson Giants fueron miembros fundadores de la NBL en 1982. Los Giants llegaron a su primera final de la NBL en 1990, donde perdieron ante los Canterbury Rams en lo que fue la primera final de la NBL exclusivamente en la Isla Sur. En 1994 ganaron su primer campeonato con una victoria por 67-66 sobre los Rams en la final. En 1996 y 1997, los Giants perdieron dos finales consecutivas, antes de ganar su segundo campeonato de la NBL en 1998 con una victoria por 81-73 sobre los North Harbor Kings en la final. En 2000, 2002 y 2004, los Gigantes quedaron subcampeones. En 2007, los Giants ganaron su tercer campeonato con una serie de 2-0 sobre los Hawke's Bay Hawks. En 2009 y 2013, los Gigantes quedaron subcampeones.
El Trafalgar Center fue el estadio local de Nelson desde 1982 hasta su cierre debido al riesgo de terremoto en diciembre de 2013. Como resultado, los Giants jugaron en el Saxton Stadium en 2014 y 2015. El equipo regresó al Trafalgar Center en 2016 después de que el lugar se reforzara tras el terremoto.

## Palmarés
- NBL
  - Campeón (3): 1994, 1998, 2007
  - Finalista (8): 1990, 1996, 1997, 2000, 2002, 2004, 2009, 2013